# Brandon Allen (giocatore di football americano)
Brandon Allen (Fayetteville, 5 settembre 1992) è un giocatore di football americano statunitense che milita nel ruolo di quarterback per i Tennessee Titans della National Football League (NFL).

## Carriera

### Jacksonville Jaguars
Allen fu scelto dai Jacksonville Jaguars nel corso del sesto giro (201º assoluto) del Draft NFL 2016. Nella sua prima stagione fu il terzo quarterback nelle gerarchie della squadra dietro a Blake Bortles e Chad Henne. Fu svincolato il 3 settembre 2017.

### Los Angeles Rams
Il 4 settembre 2017, Allen firmò con i Los Angeles Rams. Nel 2017 fu il terzo quarterback dietro a Jared Goff e Sean Mannion. Fu inserito in lista infortunati il 20 dicembre 2017.
Fu svincolato il 30 agosto 2019.

### Denver Broncos
Il 1º settembre 2019, Allen firmò con i Denver Broncos. Dopo l'infortunio del quarterback titolare Joe Flacco nella settimana 8, Allen fu nominato partente per la gara successiva, passando 193 yard e 2 touchdown nella vittoria contro i Cleveland Browns . Seguirono due sconfitte, dopo di che Allen fu sostituito come titolare dal rookie Drew Lock.

### Cincinnati Bengals
Il 1º agosto 2020, Allen firmò con i Cincinnati Bengals. Dopo che Joe Burrow si infortunò gravemente nella settimana 11, Allen fu nominato titolare per la gara contro i New York Giants. Dopo alcune prestazioni mediocri fu sostituito come partente da Ryan Finley. Tornò titolare nel penultimo turno passando un nuovo primato personale di 371 yard e 2 touchdown nella vittoria sugli Houston Texans per 37-31, venendo premiato come quarterback della settimana. La sua annata si chiuse con 925 yard passate, 5 touchdown e 4 intercetti in 5 presenze.
Il 16 marzo 2021 Allen firmò un nuovo contratto annuale con i Bengals.

### San Francisco 49ers
L'8 marzo 2023 Allen firmò con i San Francisco 49ers.
Per la gara della settimana 12 della stagione 2024, Allen fu nominato quarterback titolare dopo che Brock Purdy subì un infortunio a una spalla. In quella partita completò 17 passaggi su 29 per 199 yard, un touchdown e un intercetto nella sconfitta contro i Green Bay Packers per 38-10.

### Tennessee Titans
Il 14 marzo 2025 Allen firmò con i Tennessee Titans un contratto annuale del valore di 1,42 milioni di dollari, ritrovando il capo-allenatore Brian Callahan che era stato suo coordinatore offensivo ai Bengals.

## Palmarès

### Franchigia
- American Football Conference Championship: 1

Cincinnati Bengals: 2021
- National Football Conference Championship: 1

San Francisco 49ers: 2023

### Individuale
- Quarterback della settimana: 1

16ª del 2020